# Covington, Ohio
Covington là một làng thuộc quận Miami, tiểu bang Ohio, Hoa Kỳ. Năm 2010, dân số của làng này là 2584 người.

## Dân số
- Dân số năm 2000: 2559 người.
- Dân số năm 2010: 2584 người.